# 嗜好品
嗜好品（しこうひん）とは、風味や味、摂取時の心身の高揚感など味覚や臭覚を楽しむために飲食される食品・飲料のことである。

## 概要
嗜好品という用語は1912年（大正元年）の雑誌「太陽」に掲載された森鷗外の短編小説「藤棚」の記述
によるという。嗜好という言葉のある中国には嗜好品というカテゴリーはなく、韓国語には「嗜好品」という言葉はあるが日本語の借用語といってよく、和英辞典の英訳もしっくりとしない。1999年（平成11年）ARISE（楽しみの科学研究学会）が京都でおこなった国際シンポジウム「楽しみと嗜好品を科学するシンポジウム　QOLの向上をめざして」では嗜好品の英訳pleasure productsを用意したにもかかわらず英米の外国人研究者は研究発表討論にsikohinを用いたという。嗜好品の特質は以下のとおり。
1. 普通の飲食物ではない。：栄養・エネルギー源を期待しない。
2. 普通の薬ではない。：病気治療を期待しない。
3. 生命維持に強い効果はない。
4. ないと寂しい感じ。
5. 食べると精神（心）にいい効果がある。
6. 人の出会い意思疎通を円滑にする。
7. 植物素材が多い。

ほとんどの場合、心理的あるいは薬理学的な機序により習慣性を有し、物質嗜癖の対象となりうる。嗜好品は、薬理学的依存形成作用の有無で二つに分けられる。すなわち炭酸飲料や菓子のように向精神作用はないが、味や香りなどによって心理的に習慣性を形成するものとコーヒーや茶、アルコールなどのように、味や香りによる習慣の他に加えて薬理学的な依存性を有するものである。

## 食品と飲料
- 酒
- 炭酸飲料・ガラナ飲料
- コーヒー
- 茶
- 菓子
- 仁丹

## 非食品
- ハッカパイプ（→禁煙パイプとも）
- タバコ（→紙巻きたばこ・パイプ・葉巻・煙管・水タバコ・噛みタバコ・嗅ぎタバコ・電子タバコ）は嗜好品に入れないことになっている（2018年以後、広辞苑やgoo国語辞書（小学館提供の「デジタル大辞泉」）では嗜好品に入っていない）。「嗜癖、アディクション」品とされる。
  - 日本たばこ産業は、タバコは嗜好品であるとしており、たばこ病訴訟の判決文においても「たばこは、酒類や茶とともに国民の嗜好品として社会に定着している」としている[4]が、医学的側面から日本循環器学会等の9学会は嗜好ではなく病気としている。このように嗜好品であるかどうか議論の対象となっている物も存在する。
- マリファナ
  - 利用は法律に抵触する場合がある。嗜好目的ではなく医療行為としての利用を認めている国も存在し、その場合には法に触れない（大麻#法規制）。

噛みたばこのように、口内で噛んだあと吐き出すもの→嗜好品に入れないことになっている（2018年現在）
- カヴァ
- ビンロウ
- キンマ （→キンマ#嗜好品としてのキンマ）
- グトゥカー
- カート（興奮剤の一種）